# Kolski
Kolski là một huyện thuộc tỉnh Wielkopolskie của Ba Lan. Huyện có diện tích 1011 km². Đến ngày 1 tháng 1 năm 2011, dân số của huyện là 88162 người và mật độ 87 người/km².